# クレアテック
有限会社クレアテックは、かつて存在していた日本のゲーム開発会社。東京都江東区住吉に本社を置いていた。

## 概要
宮岡寛によって1988年に設立された。
RPGであるメタルマックスシリーズの企画・開発で有名。ボードゲームも数多く手がけている。
コンシューマーゲームの開発が主だが、過去にCATAN（PCゲーム)、ヒーローコネクション（携帯アプリ）とコンシューマーゲーム以外の開発もしている。

## 主なゲーム
- メタルマックスシリーズ（FC、SFC、DS、3DS）
  - メタルマックス
  - メタルマックス2
  - メタルマックス3
  - メタルマックス4
  - メタルマックスリターンズ
  - メタルマックス2:リローデッド
- 天空のレストラン（PS）
- タワードリームシリーズ（SFC、PS）
- いただきストリート3 億万長者にしてあげる! 〜家庭教師つき!〜（PS2）
- CATAN（PC、PS2）
- ピキーニャ!シリーズ（SFC、PS）
- 幻獣旅団（SFC）
- ヒーローコネクション（iモード503・504・FOMA対応）